# Franciaország történelme
Franciaország mint politikai entitás történelme mintegy 1200 évre nyúlik vissza. Ez a cikk kronológiai sorrendben általános áttekintést tartalmaz történetének szakaszairól, emellett a földrajzi értelemben vett Franciaország előtörténetét is bemutatja.
A mai Franciaországról szóló információk a Franciaország cikkben találhatók, ahol az állam történetének rövidített változata is fellelhető.

## Előtörténet

### Franciaország területe az őskorban
Az emberfélék jelenlétének első jelei a Mindel-glaciális időszakából származnak, és a Homo erectushoz kötődnek. A Riss-glaciális megjelenésével nagyjából egy időben a Homo erectus körében megjelent az acheuli kultúra (Saint-Acheul lelőhelyről). Ebben a korszakban válnak az emberfélék igazán elterjedtté: számos acheuli lelőhelyet tártak fel. A neandervölgyi emberhez kötődött a Würm-glaciális első két periódusára jellemző moustier-i kultúra (Le Moustier lelőhelyéről), a középső őskőkorszak idején, amelynek szintén nagy számú lelőhelye ismert. Ekkor már általános volt a tűz használata, és ha fazekasságra még nem is, de az okker égetésére már vannak bizonyítékok ebből az időszakból. A korabeli szerszámkészítésről a pattintott szakócák tanúskodnak, a csont és fa megmunkálására vonatkozóan azonban nincsenek bizonyítékok. Bizonyos leletek – pl. barlangokban talált falmaradványok – részleges letelepedésre utalnak. A neandervölgyiek körében jelent meg a holtak eltemetésének szokása.
A Würm-korszak második felében, a felső őskőkorszak kezdetén jelent meg a modern ember a mai Franciaországban. Hozzá kötődik az i. e. 40. évezred közepén megjelenő, helyi eredetű aurignaci kultúra, illetve a vele párhuzamosan létező, kelet felől érkezett périgord-i kultúra, amelyeket nagyjából Kr. e. 19 000 táján váltott fel a solutréi kultúra. Ennek utódja az i. e. 15 000–10 000 közti magdaléni kultúra volt. Ezekben a kultúrákban már rendkívül nagy számban és változatosságban készítettek, és használtak szerszámokat. A lelőhelyek nagy többsége a Loire, a Francia-középhegység és a Pireneusok által határolt vidéken került elő, bár folyamatosan csak a Loire és Garonne közti sík vidéket lakták. A legnagyobb néptömeg Périgord vidékén, a Dordogne és a Vézère völgyében összpontosult. A korszak végén kirajzás kezdődött: az emberek ismét megvetették lábukat a Pireneusok oldalában, keleten egészen a későbbi Savoyáig és a Jura hegységig jutottak, és északon is megindultak az Ardennek irányába.
A rohamos fejlődésnek és növekedésnek a jégkorszak végeztével kezdődő éghajlati változások vetettek véget. Az időjárás felmelegedett és csapadékosabbá vált, a pusztákat pedig erdőségek váltották fel. Az emberiség lélekszáma lecsökkent, és az új, ún. azili kultúra emberei a hegységek barlangjaiba húzódtak vissza. A középső kőkorszak időszakában a terület népessége mindvégig alacsony maradt, jelentős technikai fejlődés sem köthető hozzá. Az emberek jórészt még mindig halászattal és vadászattal foglalkoztak. Művészetük nonfiguratív jellegű, és jóval kevésbé látványos, mint a paleolitikus barlangfestmények.
A korszak végén, i. e. 7. évezredből már vannak nyomai a mezőgazdaság kialakulásának: zöldségféléket termeltek, és ekkoriban kezdődött a juhok háziasítása is. A újkőkorszak során, i. e. 6000 körül jelent meg a jellegzetes edénydíszeiről szívkagylósnak nevezett kultúra Provence-ban, amely az i. e. 4. évezred közepéig az egész dél-francia vidéken elterjedt. A kultúrát gabonatermesztés, agyagművesség és kör alaprajzú házak jellemezték. A Kr. e. 5. évezredben kelet felől a vonaldíszes kultúra tört be a mai Észak-Franciaországba, amelynek lakói sertést és szarvasmarhát tenyésztettek, és négyszög alaprajzú házakban éltek. E két kultúrát a chassey-i kultúra váltotta fel a terület nagy részén, amely az idők folyamán számos regionális változattá alakult át. Ebben a korban terjedt el Bretagne-ból a dolmenek és menhirekek állításának szokása.

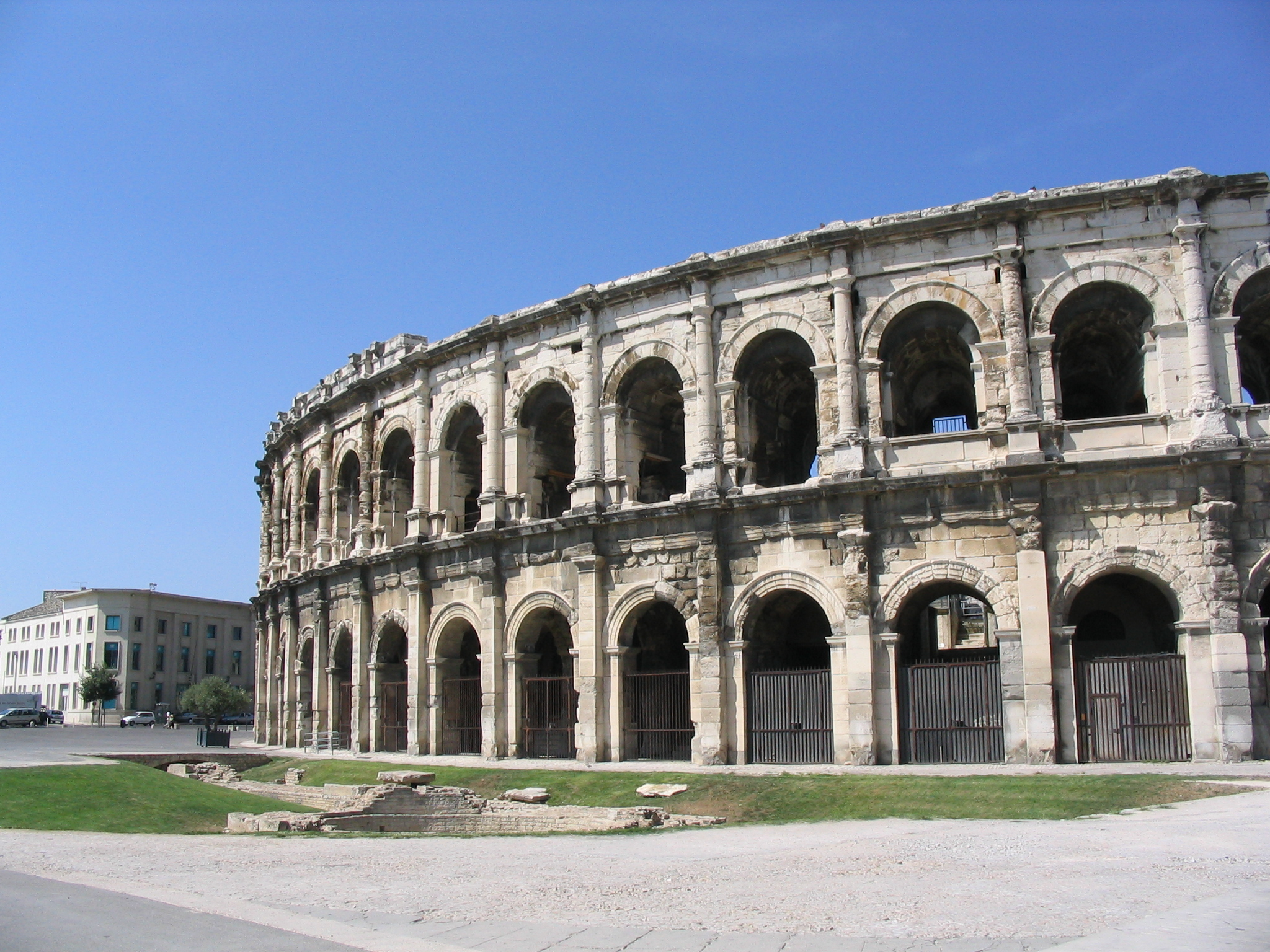
A nîmes-i (Nemausus) amfiteátrum

### Gallia
A mai Franciaország határai majdnem egybeesnek a történelmi Gallia Alpokon túli területeivel, amelyeket egykor Gallia Transalpina néven ismertek. A területen különböző fejlettségű szinten álló kelta (latinul gall) törzsek éltek. Az i. e. 2. században a déli övezet (Gallia Narbonensis), az i. e. 1. században pedig egész Gallia a terjeszkedő Római Birodalom provinciája lett Caius Iulius Caesar ún. galliai háborújának (i.e. 58–52.) eredményeként. A hősiesen védekező keltákra i. e. 52-ben Alesiánál mértek döntő vereséget a légiók. Galliában több tartomány jött létre az idők folyamán: Gallia Lugdunensis Lugdunum (Lyon) központtal, illetve Aquitania a délnyugati területeken. A mai Franciaország területéhez tartoztak még a római Belgica és Germania Superior nyugati részei is.
Gallia nagyon hamar megindult a romanizálódás útján, városiasodott, és már a korai császárkorra jelentősen megnőtt gazdasági ereje (elsősorban kerámia- és üveggyártása volt jelentős). A kereszténység is terjedt: 177-ben Marcus Aurelius Lyonban végeztetett ki több vértanút (ún. lyoni mártírok). A 3. századtól Galliába is többször betörtek a germánok, ezért hadi jelentősége is megnőtt. Az itt állomásozó katonaság és a helyi arisztokrácia aktívan beavatkozott a katonacsászárok trónviszályaiba, és – többnyire a britanniai légiókkal közösen – gyakran a galliai seregek is kikiáltották a maguk uralkodóját (ld. Gall Császárság, 260–274). A helyi provinciális arisztokrácia által támogatott ellencsászárok nem egyszer jó szolgálatot tettek a Római Birodalom védelmében.

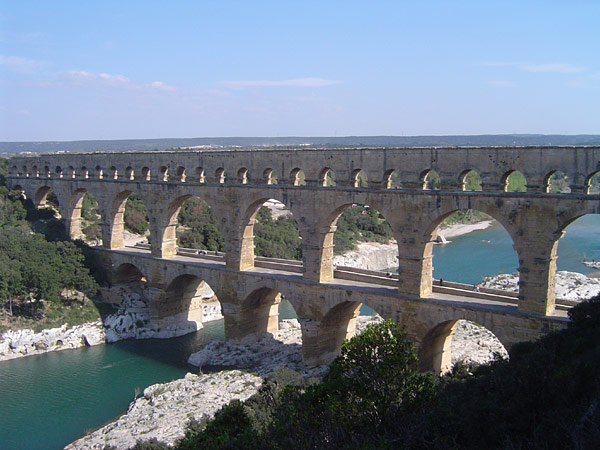
A Pont du Gard

A Diocletianus idején bevezetett tetrarchia egyik uralkodójának, a caesarként regnáló Constantius Chlorusnak a diocesisszé szervezett Galliában, Treviriben (Trier) volt a székhelye. A tetrarchia azonban nem bizonyult tartósnak, és Gallia ismét közönséges határterületté vált. A 4. század végén egyre több gondot okoztak a határon át-áttörő barbár törzsek. A terület nem sokkal a birodalom kettéosztása (395) után gyakorlatilag elveszett a Nyugatrómai Birodalom számára: a barbárok (elsősorban a vandálok) 406. december 31-én áttörték a rajnai határt, és a császárok kénytelenek voltak szövetségesüknek elismerni őket. A vandálok a tartományt végigdúlva Hispániába költöztek, Gallia keleti területein a burgundok, déli régiójában a nyugati gótok alapítottak királyságot (székhelyük Tolosa, a mai Toulouse őse), északkeleten, a Rajna vidékén pedig a száli frankok rendezkedtek be. Amikor 476-ban végleg elbukott a Római Birodalom, Gallia jelentős részét már vagy hetven éve germánok uralták. Az utolsó időkben egyedül az egyszerűen provincia névvel illetett mai Provence maradt meg Róma irányítása alatt.

### A Frank Birodalom
A népvándorlás törzsei közül a száli frankok az 5. század elején a Rajna torkolatvidékén telepedtek le. 481-ben a Meroving-dinasztia sarja, Klodvig (meghalt 511-ben) lett a harcias törzs királya, aki felvette a keresztény hitet (méghozzá a barbár népek körében egyedülállóan nem az ariánus változatát), így egyházi áldással foglalta el a korábbi gall területeket az elkövetkező években. 

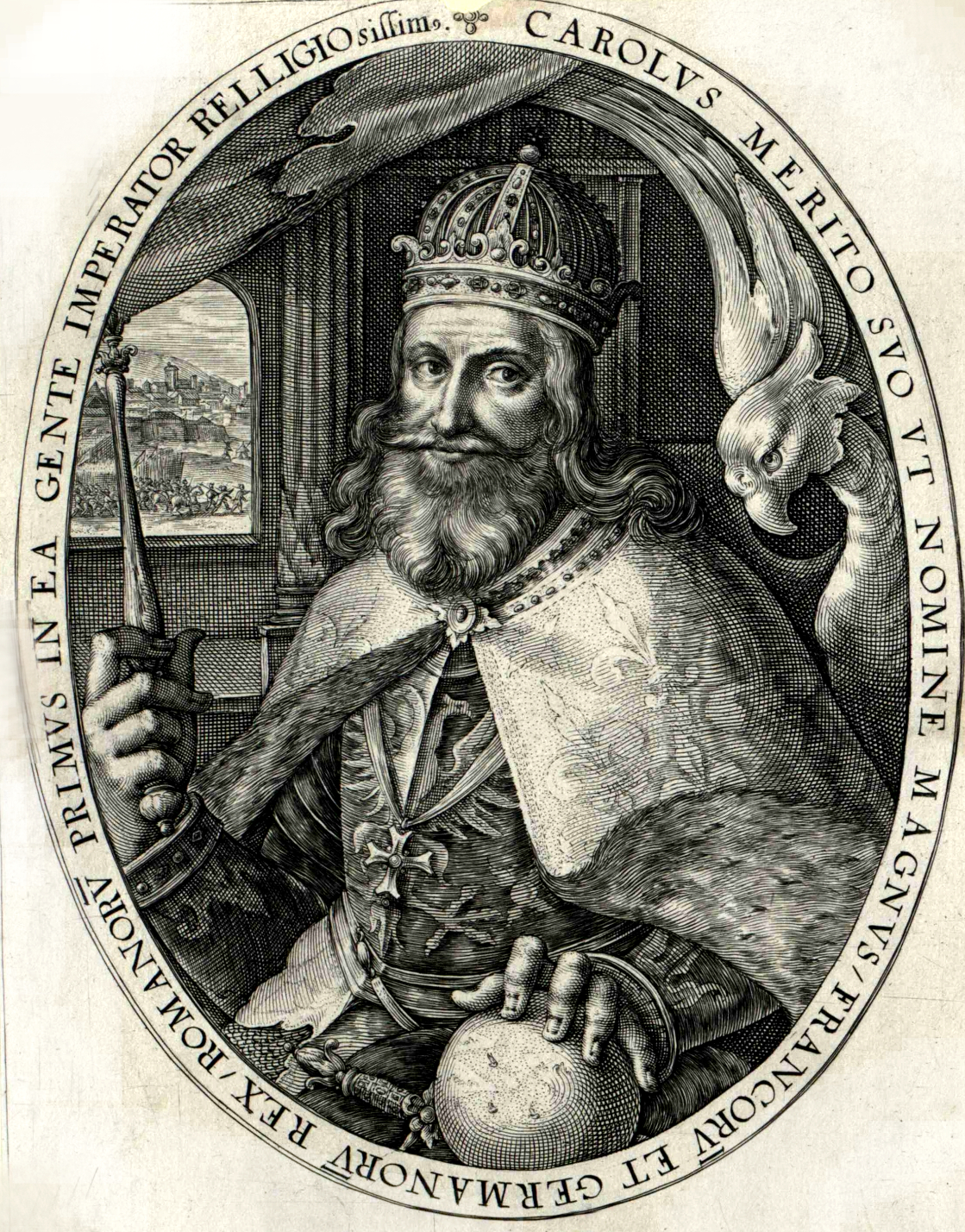
Nagy Károly

A Vizigót Királyságot Hispaniába szorította vissza (507), és jól szervezett, nagy államot hozott létre, ami 534-ben a Burgund Királyságot is bekebelezte. (A Brit-szigetekről kivándorolt kelták ellenőrizte Bretagne azonban sokáig nem került királyi kézbe.) Klodvig utódai alatt azonban a királyi hatalom meggyengült, a királyság részekre szakadt (Austrasia, Neustria, Aquitania, Burgundia stb.), melyek között belharcok kezdődtek, és a 8. századra a hatalom a királyi udvartartást vezető majordomusok (udvarnagyok) kezébe került át.

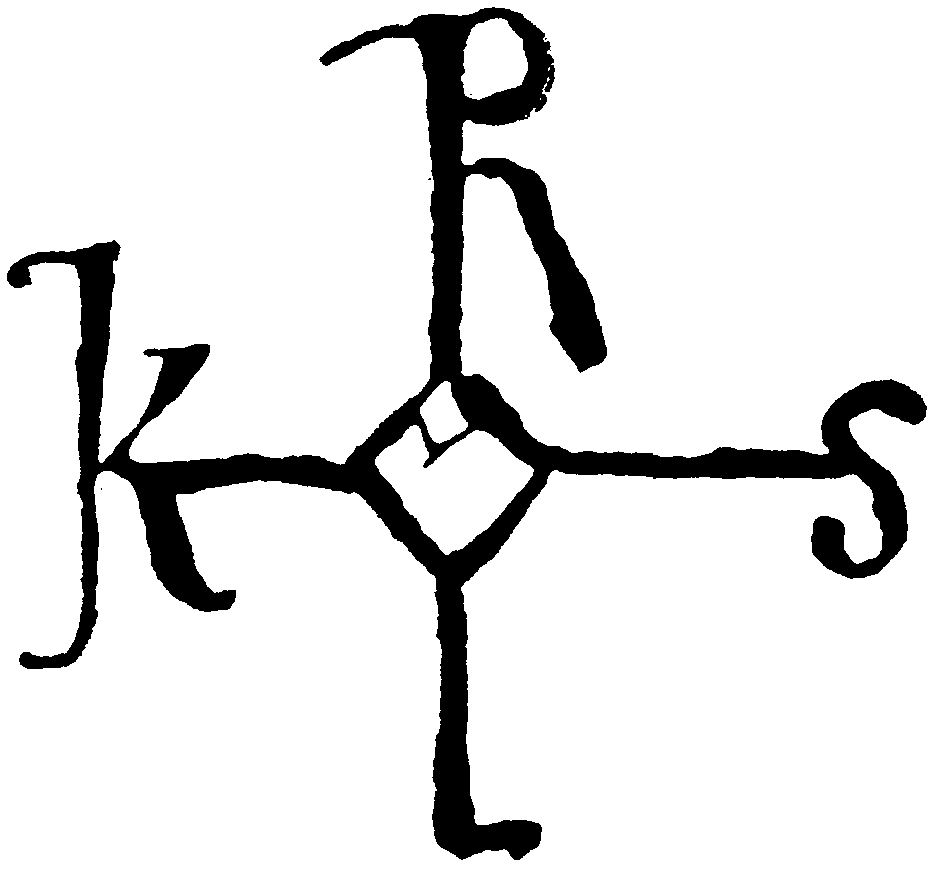
Nagy Károly kézjegye

Ilyen majordomus volt Martell Károly is, aki Poitiers-nél megállította az arabok betörését (732). Utódja, Kis Pipin 751-ben letette az utolsó Meroving uralkodót a trónról, és királlyá koronázták. Ezzel létrejött a Karoling-dinasztia.
Pipin segítségével alakult meg 756-ban a pápai állam, miután a frank király legyőzte a Rómát fenyegető longobárdokat, és az egyházfőnek adományozott jó néhány közép-itáliai területet. Pipint a trónon fia, Nagy Károly (768–814) követte, aki temérdek hadjáratot vezetett kelet és dél felé, melyek eredményeként a mai német területek jó részét bekebelezte, sőt a régi Pannoniáig is eljutott, illetve megdöntötte a longobárdok államait. Érdemeiért a pápa 800-ban római császárrá koronázta, és létrejött a magát rómainak tekintő és nevező Frank Birodalom. Ez azonban nem bizonyult hosszú életűnek: 843-ban a verduni szerződésben Nagy Károly unokái egymás között három részre osztották a Frank Birodalmat, melynek nyugati, II. Károly nyugati frank király kezébe került részéből alakult ki Franciaország, ami nevét a mai Île-de-France tartományról kapta.

## A középkori Franciaország

A széttagolt Franciaországban 1154-ben

### A francia hegemónia alapjai
Némi megszakítással Nagy Károly leszármazottjai, a Karolingok uralták Franciaországot egészen 987-ig, a dinasztia francia ágának kihalásáig. Közben az ország számos normann, muszlim és magyar betörést szenvedett el, a birtokait eladományozó királyok hatalma pedig megrendült és hatalmas hűbéreseik befolyása alá került. Az utolsó Karoling halálakor az ország egyik legnagyobb hűbérurát, Île-de-France hercegét, Párizs grófját, Capet Hugót koronázták királlyá. Az ő leszármazottaiból alakult meg az országot uraló második nagy dinasztia, a Capetingeké, akik Franciaország trónját egyenes ágon egészen 1328-ig, a szintén tőlük származó Valois-k és Bourbonok révén pedig 1848-ig, a Francia Királyság végső megdöntéséig foglalták el.
A Capeting-királyok kitartó munkával mind több területet szereztek meg maguk számára és térítettek saját hűségükre. A különféle, gyakorlatilag független tartományok, országrészek grófjaira és hercegeire nemegyszer csak fegyveres harc árán sikerült a korona hatalmát kiterjeszteni. Harcukban a 12. századtól fogva a privilegizált városokra is támaszkodhattak. A két évszázados küzdelmet II. Fülöp Ágost (1180-1223) uralkodása tetőzte be, aki hatalmas területszerzései (Flandria, Normandia, Aquitania) kapcsán mind az Angol Királysággal, mind a Német-római Birodalommal konfliktusba került. A keresztes hadjáratokat is felhasználta saját céljai érdekében: a déli országrészekben markánsan jelen lévő eretnek katharok ellen vezetett véres háborút (1209-1229), melynek révén Auvergne és Languedoc is királyi ellenőrzés alá került.

Az 1200-as évekre megszilárdult a francia királyi hatalom, olyannyira, hogy Fülöp Ágost unokája, IX. (Szent) Lajos (1226–1270) király két hadjáratot indíthatott gyakorlatilag egymaga a muszlimok ellen. 

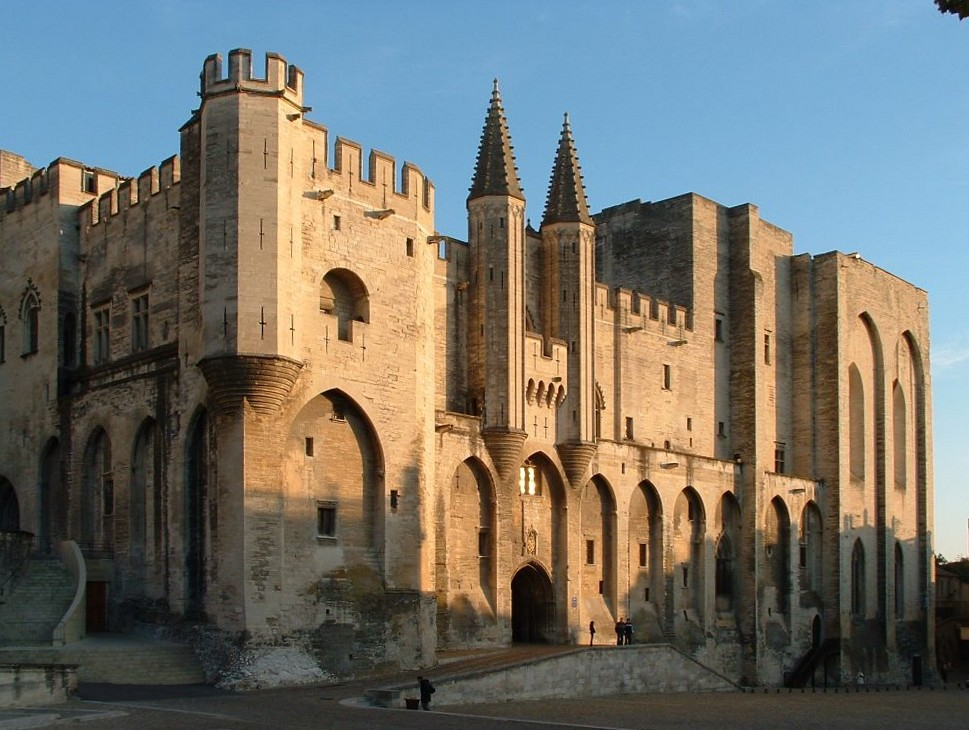
Az avignoni pápai palota

 A szentté avatott király uralkodása alatt alakult meg 1253-ban a később világhírűvé váló Sorbonne egyetem az önmagát addigra Európa legnagyobb városává kinövő Párizsban.
Lajos unokája, IV. (Szép) Fülöp (1285–1314) szintén sokat tett Franciaország megerősítéséért. Képzett, polgári származású adminisztrációs rendszert (tagjai az ún. legisták) alakított ki maga körül, feloszlatta a veszélyesen hatalmassá és gazdaggá váló templomos lovagrendet 1307-ben, a pápaságot pedig francia befolyás alá vonta, ami áttette székhelyét Avignonba (avignoni fogság, 1309–1377). Szintén IV. Fülöp vetette meg a francia rendiség alapjait: Flandria ellen indított hadjáratához pénzt kért az 1302-ben összehívott egykamarás rendi gyűléstől, amit az meg is szavazott számára, így elfoglalhatta Lille városát.

### A százéves háború
IV. (Szép) Károllyal, Fülöp harmadik fiával 1328-ban kihalt a Capeting-család egyenes fiága. Jog szerint IV. Fülöp unokája, a Franciaországi Izabellától és II. Eduárd angol királytól származó III. Eduárd örökölte volna a trónt, ám ehelyett egy hamisított törvényre – a nőági öröklést kizáró ún. száli törvény, amit néhány évvel korábban „találtak meg” V. (Hosszú) Fülöp (1316-1322) öröklésének biztosítására – hivatkozva Szép Fülöp unokaöccse, a Valois-dinasztiát megalapító VI. (Szerencsés) Fülöp lett a király. 1337-ben az angolok megküldték a hadüzenetet, amivel kitört a százéves háború.

III. Edward csapatai 1339-ben támadták meg Franciaországot. Fülöp és közvetlen utódai tehetségtelen hadvezéreknek bizonyultak, és a francia sereg folyamatosan kudarcot vallott a csatározásban. 1340-ben Sluysnál győzött az angol flotta, majd a visszaszerzett aquitániai és gascogne-i területeken partra tett, meglehetősen kis létszámú és csekély utánpótlással bíró angol sereg tönkreverte a francia lovagság színe-javát Crécynél (1346) és Poitiers-nél (1356). 

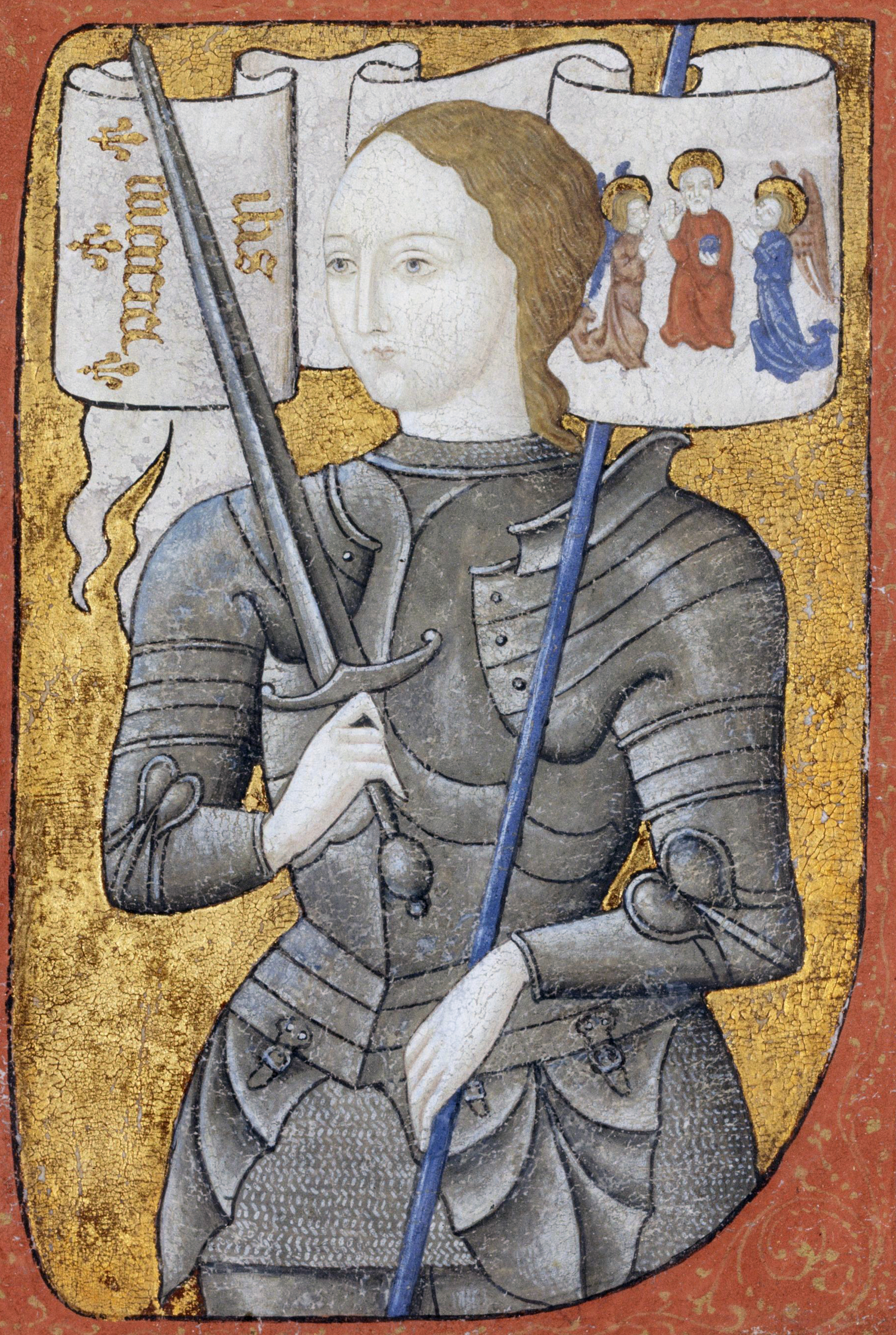
Jeanne d’Arc

 A küzdő felek hamarosan békét voltak kénytelenek kötni, mert 1348-ban kitört a nagy pestisjárvány, mely mindkét ország lakosságát megtizedelte. A pestis és a háború dúlásai következtében robbant ki 1358-ban a Jacquerie elnevezésű parasztfelkelés, melyet a francia nemesség gyorsan vérbe fojtott. Az 1360-as béke alapján az 1347-ben megszerzett Calais, illetve a déli területek hűbéri kötelezettségek nélkül III. Edward birtokába szálltak.
V. (Bölcs) Károly (1364-1380) intézkedései révén Franciaország területéről (néhány kikötő, például La Rochelle, Calais, Bordeaux kivételével) sikerült kiűzni az angolokat 1369-1375 között, ám a felek csak fegyverszünetet kötöttek, békét nem. Hadműveletek a két ország belső bajai miatt nem kezdődtek a 15. század elejéig, amikor az angol V. Henrik ismét rátört a VI. (Őrült) Károly (1380-1422) idején meggyengült, belső konfliktusoktól szenvedő Franciaországra. 1415-ben Azincourtnál arattak fényes győzelmet az angol hadak, noha a franciák megint fölényben voltak. Nem sokkal a győzelem után az angolok megszerezték Normandiát, sőt Párizsba is bevonultak. Az 1420-as troyes-i béke alapján a francia király V. Henrikhez adta leányát, saját fiát pedig kizárta az öröklésből. A dauphin, a későbbi VII. Károly (1422-1461) délre menekült és passzivitásba merült – egészen Jeanne d’Arc fellépéséig, aki lelkesítő győzelmeket aratott az angolok ellen (1428-ban ő vezette az Orléans-t bevevő francia sereget). A francia győzelemsorozat ezután nem is állt le: 1429-ben Reimsben királlyá koronázták VII. Károlyt, és 1436-ban Párizst is bevették. 1453-ra az angolokat mindenhonnan sikerült kiűzni Calais-t kivéve.

## Franciaország az újkorban

### Európa vezető hatalma
VII. Károly és intrikus természetű utódja, XI. Lajos (1461-1483) megerősítette a központi hatalmat az ország főnemessége rovására. Állandó zsoldossereget állítottak fel, míg a főnemeseknek megtiltották a magánhadseregek tartását. A közigazgatást is szakszerűsítették, és főleg polgári származású hivatalnokokkal töltötték fel („taláros nemesség”). Időközben Franciaország megszerezte Bretagne-t, Provence-ot és Burgundia nagyobbik, nyugati felét is. VIII. (Nyájas) Károly és XII. Lajos már Itália területén hadakozott a Nápolyi Királyságért és a Milánói Hercegségért.
A 16. században új veszély fenyegette a Francia Királyságot: I. Károly, a nagy földrajzi felfedezésekből és gyarmatosításból hallatlanul meggazdagodó és megerősödő Spanyolország királya 1519-ben a német-római császári trónt is elfoglalta V. Károly néven. A franciák harapófogóba kerültek. A reneszánsz elterjedéséért is sokat tevő I. Ferenc király (1515-1547) kiutat keresve Észak-Itáliában kezdte kiépíteni hatalmát, ami azonban elméletileg a Német-római Birodalom része volt. Folytatódtak tehát az itáliai háborúk, melynek során 1525-ben a „lovagkor utolsó csatájában”, Paviánál vesztettek a franciák, ám rövidesen új katonai szövetséget hoztak létre Firenze, Velence, a Milánói Hercegség, a pápai állam, illetve a szövetséghez lazábban kapcsolódó Oszmán Birodalom és Anglia részvételével a Habsburgok országai ellen (cognaci liga, 1526). A II. Henrik által folytatott itáliai és flandriai csatározást 1559-ben a Cateau-Cambrésis-ben megkötött békeszerződés zárta le. A franciák az itáliai területi igényeikről való lemondás fejében megtarthatták északi szerzeményeiket (Metz, Toul, Verdun). V. Károly lemondását követően szétvált a német és spanyol trón, bár Habsburgok foglalták el mindkettőt.

François Dubois 19. századi festő képe Szent Bertalan éjszakájáról

A békekötés évében meghalt II. Henrik gyermekei gyenge kezű királyok voltak, így harcok alakultak ki a főnemesi pártok között, melyek ezúttal vallási színezetet is nyertek: a reformáció kálvinista ága érintette leginkább Franciaországot, melynek helyi követőit hugenottáknak nevezték. A római katolikus Guise hercegek a királyi Valois-család támogatását élvezték, a hugenottákat pedig a Bourbonok vették pártfogásukba. 1572-ben már-már úgy tűnt, hogy a két csoport kibékíthető (Henri de Bourbont, a későbbi IV. Henrik királyt össze akarták házasítani Valois Margittal), ám az esküvői készülődés mészárlásba torkollt Párizsban: Szent Bertalan éjszakáján, augusztus 23-áról augusztus 24-ére virradóra a párizsi katonaság és lakosság legyilkolta a megjelent rengeteg hugenottát. Ekkor ismét fellángolt a vallás- és polgárháború, amit csak súlyosbított, hogy 1589-ben kihalt a Valois-dinasztia.

### A Bourbonok abszolutizmusa
A zűrzavaros helyzetben a többször protestáns hitre tért és rekatolizált IV. Henriket (1589-1610) koronázták francia királlyá, ami a spanyol II. Fülöp által fegyveres erővel is támogatott Katolikus Liga ellenszenvét váltotta ki. Noha a Bourbon-ház megalapítója ekkor már római katolikus volt (híres mondása: „Párizs megér egy misét"), a spanyol haderő megszállta Párizst, ahova csak 1594-ben tudott bevonulni a király. Henrik 1598-ban kiadta a nantes-i ediktumot, mely toleranciát hirdetett a hugenották irányába. Ettől függetlenül az ellenségeskedés nem szűnt meg: a IV. Henriket egy fanatikus katolikus ölte meg 1610-ben. Az első Bourbon uralkodása idején a monarchia támogatta a gazdaság fejlődését: minisztere, Sully javaslatára utak épültek, és királyi luxusmanufaktúrákat alapítottak. Franciaország ekkor kezdett el bekapcsolódni a gyarmatosításba és a felfedezésekbe (1608 – Québec megalapítása), ám a versenyben gyakorta alulmaradt az angolokkal szemben.
Utódja XIII. Lajos (1610-1643) lett, aki tehetséges államminiszterei, Richelieu majd Mazarin bíboros segítségével leverte a hugenotta ellenállókat La Rochelle környékén, hivatalnokaiban és erős hadseregében bízva pedig visszaszorította a rendeket (1614 után nem hívott össze rendi gyűlést) és sikeresen beavatkozott a harmincéves háborúba. A küzdelmek eredményeképpen az 1648-as vesztfáliai béke több Rajnán túli német tartományt elismert francia birtoknak.

### A Napkirály országa

Hyacinthe Rigaud 1701-es festménye a Napkirályról

A hosszadalmas háborúskodás kimerítette az országot, ahol emiatt 1648-ban rendi színezetű mozgalom kezdődött. A Fronde (= parittya) leverése 1653-ig eltartott, ám az ifjú XIV. Lajos (1643-1715) és apjától örökölt minisztere, Mazarin bíboros úrrá lett a helyzeten. XIV. Lajos (a Napkirály) idején teljesedett ki a francia abszolutizmus. Tovább erősödött a hivatalnokrendszer, megjelentek az államtitkári és miniszteri tisztségek. Vidéken teljhatalmú intendánsok képviselték az uralkodót. A gazdaságot Jean-Baptiste Colbert államminiszter védvámokkal és állami támogatással erősítette meg (merkantilizmus), egységesítette a pénz- és mértékrendszert, a közlekedés fejlesztése érdekében pedig megépíttette a Canal du Midit, így új összeköttetést hozott létre az Atlanti-óceán és a Földközi-tenger között. A kormányzat továbbra is támogatta a gyarmatszerzést (Louisiana, Pondichéry), ám a levantei kereskedelmet tekintette prioritásnak.
XIV. Lajos 1685-ben visszavonta a nantes-i ediktumot, emiatt francia protestánsok, főleg iparosok ezrei hagyták el az országot, és települtek át Brandenburgba és a Németalföldre, fellendítve e területek gazdaságát.
François Michel Le Tellier de Louvois, a Colbert-t követő államminiszter reformjai révén létrejött a reguláris hadsereg, így Franciaország hatalmas gazdasági és katonai fölénybe került szomszédaival szemben. XIV. Lajos ezt igyekezett kihasználni: uralkodása második felében folyamatos háborúban állt a Német-római Birodalommal, hogy Franciaország határait a Rajnáig tolhassa ki. Ezek eredményeképpen sikerült megszerezni Strassburgot és Luxemburgot, és meggyengíteni a Habsburg Birodalmat (ezért húzódott el a török kiűzése Magyarországról). A francia hadsereg azonban nem volt elég erős ahhoz, hogy megbirkózzon Anglia, Hollandia, Savoya, Portugália és a Német-római Birodalom koalíciójával, amely a spanyol örökösödési háború kapcsán alakult meg a francia hegemónia megtörésére.
1700-ban II. Károly király elhunytával kihaltak a spanyol Habsburgok. Az utolsó Habsburg király végakarata szerint spanyol trón a Napkirály unokájára, Fülöpre, Anjou hercegére szállt volna. Európa többi állama megrettent, hogy francia kézbe kerül a gigászi spanyol gyarmatbirodalom is, ezért szövetkeztek XIV. Lajos országa ellen. A spanyol örökösödési háborúban eleinte érvényesült a képzett francia hadsereg fölénye, ám 1704-ben vereséget szenvedett a Höchstädtnél, 1709-ben pedig Malplaquet-nél, és az ellenség Párizsig szorította vissza. XIV. Lajos támogatta a Habsburgok hátában kitört Rákóczi-szabadságharcot, de Franciaországot ez sem mentette meg a vereségtől. 1712-ben megkezdődtek a béketárgyalások, és 1714-ben megkötötték az utrechti békét. Ennek alapján Fülöp örökölte a spanyol trónt (V. Fülöp néven), ám országa nem egyesülhetett Franciaországgal. A Habsburgok észak-itáliai területekkel gazdagodtak.

### Azancien régimevége
1715-ben az általa építtetett versailles-i palotában meghalt XIV. Lajos, akit hosszú uralkodása után dédunokája, a kiskorú XV. Lajos (1715-1774) követett a trónon. Helyette a háborúkban kimerült ország igazgatását megreformálni próbáló (II.) Orléans-i Fülöp kormányzott régensként 1723-ig, ám törekvéseit egy balul kiütő pénzügyi intézkedés elsodorta, és kénytelen volt lemondani. Maga XV. Lajos nem sokat törődött a politikával, helyette leginkább szeretőivel volt elfoglalva (például Madame de Pompadourral), akik nem egyszer ténylegesen kormányozták Franciaországot.
Franciaország a kor minden nagyobb háborújában részt vett (osztrák örökösödési háború, hétéves háború, amerikai függetlenségi háború), ám akár a győztes, akár a vesztes oldalra került, csak az államkincstár veszteségeit növelte, ráadásul Kanadát is elveszítették.
1771-ben a király kormányzata bírósági reformot kívánt végrehajtani a parlamentek (= törvényszékek) háttérbe szorítására, ám ezt XV. Lajos trónra lépő unokája, XVI. Lajos (1774-1792) leállította, hogy elnyerje e testületek támogatását. (Az 1785-ben napvilágra került „nyaklánc–ügy” tárgyalása jól mutatta, hogy a párizsi parlament mindennek ellenére sem támogatta a királyt).
XVI. Lajos idejét legszívesebben vadászattal és lakatosmunkával töltötte, ám elődjénél így is aktívabban politizált. Sorozatos pénzügyi reformtörekvései azonban folyton elbuktak, és a minisztereire hárította a felelősséget (Necker, Calonne, Brienne). A társadalmi feszültségek (aránytalan birtokeloszlás az egyház, az arisztokrácia és a nemesség javára; óriási államadósság, melyet a hasznot nem, csak presztízst hozó háborúskodás csak elmélyített; rossz időjárás és éhínségek az 1780-as években) végül rendi gyűlés összehívására ösztönözték a királyt.

### A felvilágosodás
A 18. századi Franciaországban jelentős volt a polgárság létszáma és politikai befolyása (elvégre az abszolutisztikus királyság hivatalnokgárdájának nagy részét polgárok képezték), ami a korban mind nagyobb gazdasági hatalommal párosult. A korábbi időszak nagy tudományos eredményei és az angol földön szárnyat bontó ipari forradalom vívmányai révén a kor polgári származású értelmiségijei számára a világ megismerhetőnek, leírhatónak és megváltoztathatónak tűnt. A racionalizmus diadalmaskodott a korábbi eszmeáramlatok felett, és az alkotók az emberiséget az észre való ráhatással, felvilágosítással óhajtották megjavítani. Innen az időszak neve: felvilágosodás. Az angolszász gondolkodók (John Locke, David Hume) elképzeléseit, melyek a szabadságra, toleranciára vonatkoztak, nagy francia filozófusok (Montesquieu, Voltaire, Jean-Jacques Rousseau) fejlesztették tovább. Egyesek az alkotmányos monarchiát, mások a demokráciát eszményítették, ám egyben mind egyetértettek: a fennálló régi rendszer (ancien régime) rossz.

## „A hosszú 19. század”

### A forradalom
A felvilágosodás eszméi már erősen jelen voltak a köztudatban, amikor XVI. Lajos kénytelen volt összehívni a rendi gyűlést. A készülődést a harmadik rendet (polgárok és parasztok képviselői) magasztaló, számára dominanciát követelő felhangok tarkították, melyet az éhséglázadás peremére jutott párizsi nép támogatott. 1789. május 5-én végül összeült Versailles-ban a rendi gyűlés, ahol a harmadik rend nagyobb képviselettel, de ugyanannyi szavazattal jelenhetett meg, mint 1614-ben. Június 17-én az elégedetlen polgári képviselők (jelentős nemesi és papi támogatással) önmagukat Alkotmányozó Nemzetgyűléssé nyilvánították, és felesküdtek az összetartásra (labdaházi eskü), amit a király kénytelen volt elfogadni a nemesi támogatás miatt (Mirabeau, La Fayette). Közben Párizsban egyre feszültebb lett a hangulat, mire a város körül szorosabbra vonták a katonai blokádot. Hamarosan elterjedt, hogy a királyi katonaság megtámadja a főváros tömegeit, mire azok július 12-én fellázadtak. Másnap fegyvereket zsákmányoltak, és július 14-én puskaporért a jelentéktelen Bastille erődbörtönhöz vonultak, melyet a felbőszült csőcselék megostromolt, tárgyalni hajlandó katonáit pedig meglincselte. Kitört a nagy francia forradalom.
A király nem verte le a lázadókat (a francia ezredek átálltak a tömeg oldalára), helyette Párizsba utazott, ahol üdvrivalgás fogadta. Ekkor jött létre a francia nemzeti trikolór a fehér Bourbon-zászló és Párizs kék-piros lobogója összevonásából. A fővárosban történtek hírére vidéken erőszakhullám söpört végig: a nemesek bosszújától rettegő „nagy félelem” keretében udvarházakat dúltak fel, és nemeseket öltek meg a tömegek. A városokban vértelen hatalomátvétel történt: a harmadik rend támogatói kerültek a városi tanácsok élére, és a közbiztonság fenntartására nemzetőrségek alakultak. Politikai klubok jöttek létre (például Jakobinus klub, Cordeliers klub), melyek pártokként funkcionáltak. Azonban hiába törölték el a kiváltságokat (augusztus 5.) és adták ki az Emberi és polgári jogok nyilatkozatát (augusztus 26.), az élelmezési és gazdasági helyzet tovább romlott, és a tömegeket addig mellőzött, szélsőséges értelmiségiek (például Danton, Marat, Desmoulins) kezdték izgatni. A királyt a párizsi csőcselék (az „asszonyok menete”) október 5-én megrohanta versailles-i kastélyában, és másnap a fővárosba kényszerítették.
A következő két évben a XVI. Lajos és a nemzetgyűlés kölcsönös bizalmatlansággal kezelte egymást (ez utóbbiban az alkotmányos monarchisták voltak többségben, akik megpróbáltak együttműködni az uralkodóval). 1789-ben szekularizálták az egyházi birtokokat, és értékpapírok (assignaták) formájában értékesíteni akarták őket, azonban a nagy mennyiségű assignata hamarosan átvette a pénz szerepét, és gyorsan elértéktelenedett. A csődöt így nem sikerült orvosolni.
1791-ben a Nemzetgyűlés elkészítette az alkotmányt, mely garantálta a hatalmi ágak megosztását, a királynak pedig csak korlátozott hatalmat hagyott. XVI. Lajos képtelen volt együttműködni a Nemzetgyűléssel, és külső segítségben bízott (sok arisztokrata elhagyta az országot a forradalom kitörésekor), így 1791. június 20-án „elszökött” Párizsból (noha nem volt köteles ott lenni). Mielőtt katonaságához érkezhetett volna, elfogták és visszavitték a fővárosba. A szökés felerősítette a köztársasági hangokat, melyet a Mars-mezei sortűzzel (július 17.) csak fokoztak a monarchisták. A választásokon a Törvényhozó Nemzetgyűlésben már jelentős szerephez jutottak a girondi és jakobinus képviselők is.
Egyre erősödött a külföldi beavatkozástól való félelem (1791. augusztus 27-én a porosz II. Frigyes Vilmos és Habsburg II. Lipót a közösen kiadott pillnitzi nyilatkozatban intervencióval fenyegette meg a franciákat, ha a királynak baja esne), amit az uralkodó ki akart provokálni, hogy restaurálhassa hatalmát, ezért szintén a háború pártján álló girondi kormányt nevezett ki (a girondisták a forradalom elterjesztését várták a győzelmektől). A kormány 1792. április 20-án hadat üzent a Habsburg Birodalomnak. Eztán a király – érdekeinek megfelelően – megvétózott több hadseregfejlesztési javaslatot, mire ellene fordult a közhangulat. A csőcselék Június 20-án és augusztus 10-én is betört a Tuileriákba, és második alkalommal az uralkodó a Nemzetgyűlésben keresett menedéket, az viszont a városi tanács (kommün) és a tömeg nyomására lemondatta, majd börtönbe záratta az uralkodót, és átalakult Nemzeti Konventté. Itt már csak a girondisták és a jakobinusok rendelkeztek képviselettel.

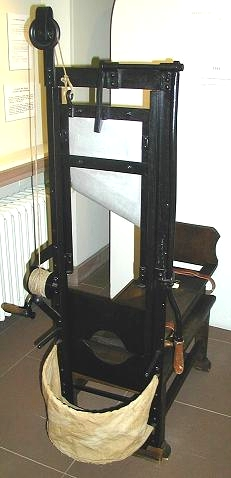
Guillotine

XVI. Lajos kivégzése

Augusztus végén porosz és osztrák csapatok törtek az országba, mire Danton szabad kezet adott a megrettent csőcseléknek a „gyanúsak” összegyűjtésére és kivégzésére. Az első terrorhullámnak ezrek estek áldozatul. A francia hadsereg (a tehetséges Dumouriez tábornok vezetésével) szeptember 20-án Valmy-nál megállította a német betörést, és a poroszok kivonultak, a franciák pedig átmentek ellentámadásba. A győzelemmámort kihasználva a jakobinusok kiharcolták XVI. Lajos elítélését, akit 1793. január 21-én ki is végeztek. Közben Dumouriez kiverte Dél-Németalföldről (a mai Belgiumból) az osztrákokat (Jemappes, 1792. november 6.) A franciák diadalai szülték meg a nemzeti eszmét, a nacionalizmust, mely az elkövetkező századokban elterjedt az egész világon.
1793-ban az európai egyensúly felborulásától tartó Nagy-Britannia megszervezte az első franciaellenes koalíciót a Habsburg Birodalom, Poroszország, Spanyolország, Hollandia és Portugália részvételével. A minden irányból meginduló támadás hatására a franciák sorozatos vereségeket szenvedtek. Kényszersorozás indult meg, ami nagy vidéki felkelésekhez vezetett (például Vendée-ban), melyek elfojtására csak véres eszközökkel tudott az egyre több kényszerintézkedést (például ármaximálás, Forradalmi Törvényszékek létrehozása stb.) hozó kormány. A megrendülő hatalmú girondistákat puccsszerűen megbuktatták a jakobinusok (1793. június 2.), akik az év végére elkészült, demokratikus köztársasági alkotmányt félredobva diktatórikus eszközökkel kormányoztak.
A Maximilien de Robespierre és Louis Antoine de Saint-Just vezette jakobinusok korlátlan terrort vezettek be, és az általános hadkötelezettség kihirdetésével hatalmasra duzzasztották a hadsereget. 1793-ra már uralták Franciaországot, 1794-ben pedig betörtek Spanyolországba és a Németalföldre. Ezzel együtt belső tisztogatás indult a jakobinus táboron belül (Danton és Desmoulins is ekkor került guillotine alá). Nemsokára Robespierre és támogatóinak hatalma is megdőlt: a Konvent 1794. július 27-én megbuktatta és hamarosan kivégeztette őket („thermidori fordulat”). Visszafogták a terrort, új alkotmány kidolgozásába kezdtek. 1795-ben ennek alapján megalakult a girondi szellemiségű Direktórium, amely a hódításokat megtartva békét kötött Poroszországgal és Spanyolországgal, Hollandiában pedig vazallus királyságot hozott létre. 1797-ben az osztrákok is vereséget szenvedtek Itáliában, ezzel az első koalíció felbomlott. Franciaországra így sem köszöntöttek békés évek: 1795 után bal- és jobboldali államcsínyek sora fenyegette gyenge lábakon álló köztársaságot.

### Az Első Francia Császárság
Napoléon Bonaparte a forradalmi kormány korzikai származású, kiváló tehetséggel megáldott tisztje volt. 1796-ban vette át az itáliai francia sereg irányítását, mellyel annak lerongyolódott állapota ellenére gyors fegyverszünetre kényszerítette az osztrákokat (campoformiói béke, 1797). Ezután kalandor akciót indított Egyiptomba, ahova mérnököket is vitt, hogy csatornát hozzanak létre a Földközi-tenger és a Vörös-tenger között, miáltal a brit érdekszférába eső indiai utat fenyegette volna. Sikerrel átkelt a tengeren (a Nelson admirális vezette brit flottát tudatosan félreinformálta, így az az Égei-tengerre vonult), és könnyedén szétverte az ellene küldött oszmán és mameluk erőket. Egészen Szíriáig hatolt, azonban serege kimerült, így kénytelen volt visszahúzódni Egyiptomba. Evakuálni nem tudta a sereget, mivel a flottáját Abu Kirnél a megérkező britek tönkreverték (1798). A tábornok a katonáit hátrahagyva visszatért Franciaországba, ahol 1799-ben megdöntötte a Direktórium hatalmát, és új alkotmányt kreált, mely neki mint első konzulnak biztosította a hatalmat.
A britek 1799-ben tető alá hozták a második franciaellenes koalíciót brit, portugál, osztrák, török és orosz részvétellel. A hadvezér azonban kihasználta ellenfelei ellentéteit, és külön-külön támadt rájuk. 1800-as marengói győzelmével térdre kényszerítette az osztrákokat, mire a szövetség fölbomlott. Az írekkel küszködő britek is békét kötöttek 1802-ben Amiens-nél. Franciaországra rövid békés időszak köszöntött. Bonaparte konzulátusa alatt megszilárdult a polgári rend: a forradalom idején kialakult tulajdonviszonyokat érintetlenül hagyták, támogatták a gazdaságot, létrejött a Francia Nemzeti Bank. A pápával kötött konkordátumban szabályozták az állam és egyház viszonyát. A Code Civil (Polgári Törvénykönyv) megvetette a polgári jogrend alapjait.
Az első konzul 1804-ben I. Napóleon néven a franciák császárává koronázta magát VII. Piusz pápa jelenlétében. Új rendszerét a gloire (dicsőség) hajhászása, a vakmerő katonai győzelmekkel kívánta igazolni. Egyetlen ellenfele Nagy-Britannia volt, ami gazdasági potenciáljával támogatni tudta a kontinentális államokat, hogy harcoljanak a franciák ellen. A császár tervezgette az angliai inváziót, ám mielőtt összevonhatta volna a még régebben francia szövetségbe kényszerített spanyolok flottáját Franciaországéval, Nelson admirális Trafalgarnál szétzúzta azt (1805). A harmadik koalíció osztrák és orosz seregeit Ulmnál és Austerlitznél verte szét a briliáns hadvezér, így a szövetség felbomlott – a császárság sorsa mégis eldőlt 1805-ben. Már nem sikerülhetett megszerezni az európai és gyarmati hegemóniát. Napóleon a meghódított területeken vazallus államokat hozott létre (Itáliai Királyság, Rajnai Szövetség), melyek élére önmagát, rokonait és tisztjeit nevezte ki uralkodónak. A Német-római Birodalom feloszlása már porosz érdekeket is sértett, így porosz, angol, svéd és orosz részvétellel létrejött az elődjeihez hasonlóan tiszavirág-életű negyedik koalíció. Az 1806-os jenai és auerstädti győzelem után bevonult Berlinbe, majd az 1807-es eylaui és friedlandi csatában I. Sándor cárt is békére kényszerítette (Tilsit, 1807). Ekkor hirdette ki az angol kereskedelmet megbénítani hivatott kontinentális zárlatot.
A zárlat nem váltotta be a hozzá fűzött reményeket. Nagy-Britannia bőségesen kárpótolta magát a gyarmati területekkel folytatott kereskedelemmel. A zárlat egyébként az addig szövetséges spanyolokat is Napóleon ellen fordította, aki még abban az évben megszállta mindkét ibériai államot, igaz, a következő évben Portugáliából kiverték az angolok, a spanyol ellenállás pedig jelentős károkat okozott a francia hadseregnek. Ez az ötödik koalíció megkötésére ösztönözte Ausztriát és Angliát, amely azonban az osztrákok 1809-es wagrami (és a magyarok győri) vereségével felbomlott. I. Ferenc osztrák császár még leányát, Mária Ludovika főhercegnőt is kénytelen volt a francia császárhoz adni (Mária Lujza néven lett császárné), a Habsburg Birodalomtól pedig elcsatolták Dalmáciát.

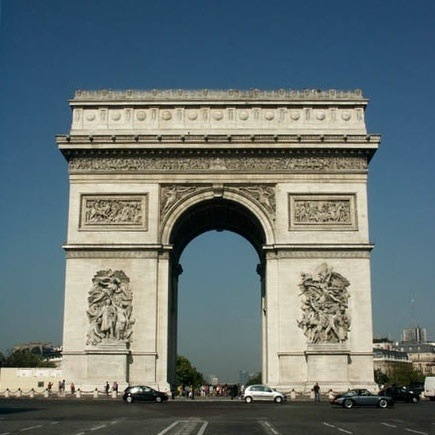
A Napóleon győzelmeit hirdető Diadalív Párizsban

Az 1810-es évek elején gazdasági válság sújtotta Európát, amit Napóleon a kontinentális zárlat gyengeségének tudott be. A tervezett szigorítások kiváltották az oroszok ellenkezését, mire a francia császár hadjáratot indított (1812). Ennek keretében 1807-ben létrehozott egy lengyel bábállamot, a Varsói Hercegséget (Księstwo Warszawskie), amely sok katonával támogatta hadseregét. Az orosz éghajlat és a felperzselt föld stratégiája megtette a hatását: bár a „Grande Armée” (Nagy Hadsereg) legyőzte az orosz főerőket Borogyinónál és bevonult a felperzselt Moszkvába, azonban mire hazatért, létszáma a kezdeti 600 000 -ről alig 30 000 -re olvadt. A hosszú háborúban kimerült francia hadak 1813-ban a lipcsei csatában („a népek csatájában”) vereséget szenvedtek az angol-orosz-porosz-svéd-osztrák hatodik koalíció seregeitől.
A következő év márciusának végén a szövetségesek bevonultak Párizsba, és a császárt lemondásra kényszerítették (április 11.). Franciaországban visszaállították a királyságot XVIII. Lajosnak (1814-1824), a lefejezett király öccsének koronája alatt. Az Elba szigetére száműzött Napóleon azonban 1815. március 1-jén partra szállt Franciaországban, és a katonaság a visszatérő császár mellé állt. Március 20-án megkezdődött a császár száznapos uralma, mely alatt Napóleon a fiatal generációkból önkéntes sereget szervezett, ám Waterloonál a hetedik koalíció hadseregei végleges vereséget mértek rá (június 18.). Napóleon 1815. július 15-én adta meg magát, és ezzel véget ért az Első Francia Császárság.

### A restauráció és a „polgárkirályság”
1795-ben az emigrációban élő Bourbon Lajos Szaniszló Xavér herceg, XVI. Lajos öccse és a börtönben elhunyt Lajos trónörökös herceg nagybátyja önmagát királlyá kiáltotta ki XVIII. Lajos néven. Napóleon bukása után XVIII. Lajos király hazatért Franciaországba, ahol nem akadt ellenzéke. Még oktrojált alkotmányt is adott az államnak (igaz, ezt a törvényhozás két háza is elfogadta). Napóleon visszatérése és száznapos uralma azonban kiélezte a politikai helyzetet, és utána jelentős megtorlás következett. Az első, vértelen hatalomátvétellel szemben itt katonatiszteket és konvent-tagokat végeztek ki, a Bonaparte családot kitiltották Franciaországból, és rengeteg embert elítéltek. A választásokat is a szélsőséges királypártiak nyerték meg, ám a király maga oszlatta fel kormányukat. 1816–1820 között mérsékelt, sőt a liberálisok felé is nyitó kormányt nevezett ki a népszerűsége érdekében még koronázásról is lemondó király. A helyzet 1820-ban mérgesedett el ismét, amikor egy bonapartista, Louis Pierre Louvel megölte Berry hercegét, a király unokaöccsét. Ismét szigorítottak a választási rendszeren, bevezették a cenzúrát. 1822-től pedig ismét enyhülés kezdődött, ami 1824-ig, a király haláláig tartott.

Eugène Delacroix: A Szabadság vezeti a népet

A trónon öccse, X. Károly (1824–1830), addig Artois grófja követte, aki szintén emigrációban töltötte a forradalom és a császárság éveit. Szokás mondani, hogy a Bourbonok semmit sem tanultak és semmit sem felejtettek – ez X. Károly esetében teljesen helytálló. Ő kezdettől fogva az ultraroyalisták feje volt (a meggyilkolt Berry hercege az ő fia volt, és a traumát sosem tudta kiheverni). Uralkodóként hamarosan elvesztette népszerűségét. Bátyjával ellentétben megkoronáztatta magát, kártalanította az emigránsokat, és növelte az egyház szerepét. 1829-ben a szinte fanatikusan vallásos Jules de Polignac herceget nevezte ki miniszterelnöknek, aki megszigorította a sajtóellenőrzést és korlátozta a törvényhozást. Miután itt 1830-ban a liberálisok kerültek többségbe, a király feloszlatta az országgyűlést, mire Párizs népe barikádokat emelt: kitört a júliusi forradalom (1830. július 27-29.). A király kénytelen volt lemondani, és az utolsó Bourbon, fiával, Lajos Antal herceggel együtt Angliába menekült. Kijelölt utódját, Henri d’Artois-t, Chambord grófját a képviselők nem fogadták el örökösnek.
A forradalom liberális vezetői a Bourbon-család távoli rokonát, Orléans-i Lajos Fülöpöt (1830–1848) helyezték trónra. A polgárkirály új, szabadabb alkotmányt adott a francia népnek. Uralkodása idején bontakozott ki az ipari forradalom az országban, ami a nagy tömegek nyomorához vezetett. A gazdasági krízisek és a vasúti panamák miatt a királyság pénzügyi helyzete is rendkívül rossz lett, a kormány ennek ellenére elzárkózott minden reformtól. Rendszere 1848. február 22-én omlott össze: az elégedetlenkedők ellen felvonult a katonaság, mire kitört a forradalom, és a király kénytelen volt Angliába menekülni.

### A második köztársaság
1848. február 24-én Lajos Fülöp király lemondott a trónról ifjú unokája Fülöp orléans-i herceg javára, ám a Nemzetgyűlés nem fogadta el királynak, helyette kikiáltotta a II. Francia Köztársaságot. Mivel a februári forradalmi megmozdulásokban jelentős számban képviseltették magukat a munkások, követeléseikre általánossá tették a választójogot a férfiak számára, illetve elismerték a munkához való jogot. Nemzeti műhelyeket hoztak létre, hogy a munkanélkülieket közmunkához juttathassák. A hamarosan megtartott választásokon azonban jóval mérsékeltebb programmal jelentkező kormány nyert, hiszen itt már a vidék is kinyilvánította a véleményét. Egyre nőtt a városi és a vidék lakosság közti feszültség, ami júniusban tört felszínre.
A gazdasági válság a forradalom ellenére nem enyhült, és a nemzeti műhelyek képtelenek voltak versenyképesen termelni, mindössze segélyelosztó helyekké degradálódtak. Ezt a parasztság és az adófizető középosztály nem nézte jó szemmel, és az őket képviselő kormány feloszlatta a pénzpocsékolást jelentő műhelyeket. Mivel számítottak a munkások megmozdulására, erős katonaságot vontak a fővárosba, mely a fellázadó tömegeket véresen leverte. A júniusi eseményeket kemény megtorlás követte. A franciák erős elnöki hatalomra vágytak, hogy kordában lehessen tartani az eseményeket, ezért decemberben köztársasági elnökké választották Charles Louis Napoléon Bonaparte-ot, a császár meglehetősen ismeretlen, a sokévnyi emigrációnak köszönhetően franciául is rosszul beszélő unokaöccsét.
Az elkövetkező években Bonaparte elnök megszilárdította a belső rendet, és egyre függetlenebbé vált a törvényhozástól, miközben a kisemberek védelmezőjeként lépett fel. Kormányát saját híveiből hozta létre, és a belbiztonsági szervek élére is rokonait, barátait állította. Országjáró körútjain hatalmas népszerűségre tett szert, de adósságokba verte magát, mely elnökségének lejárata után bírósággal fenyegette – hasonlóan a törvénytelenségek miatt felháborodó nemzetgyűléshez. Végül az elnök 1851. december 2-ára (az austerlitzi csata évfordulójára) virradóra kevés áldozattal járó, jólszervezett puccsot hajtott végre. Feloszlatta a nemzetgyűlést, egyúttal népszavazást írt ki az elnöki hatalom kiterjesztéséről, melyet a franciák elsöprő többsége támogatott. A herceg-elnök mindeközben a demokrácia megmentőjeként tetszelgett: visszaállította az általános választójogot, amit a nemzetgyűlés 1850-ben megnyirbált.

### A második császárság

A francia gyarmatbirodalom
az első gyarmati birodalom 1763-ig
a második gyarmati birodalom 1763 és 1962 között

Miután elnökként egyszemélyi hatalmat épített ki, a Nagy Napóleon unokaöccseként császárrá kiáltotta ki magát III. Napóleon néven (1852-1870). Döntését népszavazással is megerősítette. Császárként nevéhez méltó, nemzeti dicsőségre apelláló külpolitikát folytatott: a világ minden táján francia csapatok harcoltak – többnyire győzelmeket aratva – a Krímtől Itáliáig, és Mexikótól Indokínáig.
Felgyorsult a gyarmatszerzés, de Franciaország európai pozíciói is megerősödtek.
A krími háborúban (1853–1856) a francia–brit szövetség legyőzte az orosz haderőt, 1859-ben az osztrákokat állították félre az olasz egységmozgalom útjából, melynek révén Franciaország megszerezte Savoyát, és Nizza (Nice) környékét.
III. Napóleon uralkodása idején a francia gazdaság töretlenül fejlődött, melyet a kormányzat is támogatott. Minden termelési mutató megugrott, kiépült a vasúthálózat. A II. császárság idején három világkiállítást is tartottak Franciaországban (1855; 1867 – Párizs, 1861 – Metz), melyek mind a francia gazdaság nagyszerű eredményeit hirdették. A császári adminisztrációnak a szociális gondoskodásra is gondja volt: támogatták az egészségügyi szervezeteket, kórházakat, engedélyezték a szakszervezetek, munkáspénztárak, biztosítók működését. A kezdeti politikai szigor is fokozatosan enyhült: 1870-re Franciaország parlamentáris monarchiává vált.
A bukás még ebben az évben elérkezett. A francia érdekeket sértette egy erős Németország létrejötte, azonban a Porosz Királyság a legjobb úton haladt ennek kialakítása felé. Otto von Bismarck kancellár a német egységet a franciák legyőzésével párosította. Sikeresen felingerelte a nacionalista közvéleményt, a császár pedig – noha tudatában volt a francia haderő némethez mért gyengeségének – kénytelen volt hadat üzenni. Augusztus 2-án megindult a francia támadás, ám a bekerített császár már szeptember 2-án kapitulálni volt kénytelen. Császárságát szeptember 4-én számolták fel.

### A párizsi kommün és a harmadik köztársaság
Párizsban nemzetvédelmi kormány alakult népes nemzetőrséggel együtt. Választásokra nem került sor: már szeptember 20-án német csapatok kerítették be a francia fővárost. 135 napos kemény ostrom kezdődött, ami éhínséggel járt együtt. A munkástömegek október 31-én fellázadtak és foglyul ejtették a kormányt, miközben városi önkormányzatot (kommünt) követeltek. Ugyan a nemzetőrség végül kiszabadította a minisztereket, a szocialista színezetű megmozdulások nem csitultak azután sem, hogy január 27-én új, a vidék konzervativizmusát képviselő kormány alakult Bordeaux-ban Adolphe Thiers vezetésével. Ez megkezdte a béketárgyalásokat, ám a nemzetőrség és a párizsi tömegek önállósították magukat: a békefeltételek kitudódása, a jelképes, háromnapos német megszállás (március 1-március 3.) és a kormány lefegyverzési kísérlete hatására március 18-án felkelés tört ki, ami hatalmába kerítette a várost, és március 22-én megalakult a kommün. Ebben jelentős volt a szocialisták (például a magyar Frankel Leó) és munkások aránya, ám többségük republikánus, neojakobinus, polgári radikális stb. volt. A kommün bizottságokat alakított, melyek különféle szociális rendelkezéseket hoztak (munkaidő maximálása, a bombázásokban hontalanná váltak elhelyezése, egy-két üzem államosítása, ingyenes közoktatás stb.) ám ezeket lehetetlenség volt megvalósítani a német és kormánycsapatok gyűrűjében. Április 2-án a Thiers-kormány támadásával megkezdődtek a rendkívül véres, utcai harcok. A kommün terrorba kezdett, és kaotikus intézkedéseket hozott, melyek csak rontották a helyzetet. A harcok május 27-én fejeződtek be a kommün intézkedései és a kormánycsapatok lövedékei nyomán lángoló fővárosban. A német hadsereg mindvégig csak szemlélte az eseményeket, illetve engedélyezte a Thiers-kormány hadműveleteinek folytatását. Rengeteg párizsi lakos meghalt a harcokban és a megtorlásban, sokakat a gyarmatokra deportáltak. Csak 1880-ban hirdettek amnesztiát.
A franciák többsége 1870-ben az alkotmányos monarchia visszaállítását kívánta, és a két jelölt közül X. Károly unokájának, Chambord grófjának kínálták fel a trónt, ő azonban visszautasította az alkotmányt és a trikolórt. A franciák ebbe nem egyezhettek bele, helyette az idős és gyermektelen gróf halálára vártak, hogy a Lajos Fülöp által örökösnek jelölt, liberálisabb párizsi grófot tehessék a trónra. Az „ideiglenes” francia III. köztársaság alaptörvényeit 1875-ben fektették le, azonban a monarchia kérdése továbbra is fontos téma maradt egészen 1877-ig, amikor Patrice de Mac-Mahon elnök megkísérelt megszabadulni a republikánusoktól. A „május 16”-nak (seize Mai) elnevezett, puccskísérletnek kikiáltott eseményből végül mégis a köztársaságiak kerültek ki győztesen, akik az elnöki hatalmat nagyon meggyengítették, hogy elejét vegyék a hasonló eseteknek. A koronaékszereket 1885-ben széttörték és eladták, így demonstrálva a királyság végét. A gyenge lábakon álló kormányoknak – melyek általában alig pár hónapig voltak hivatalban a hatalmi harc miatt – 1889-ben sikerült elhárítaniuk Georges Boulanger tábornok puccskísérletét, ami diktatúrával fenyegetett. Nagy vihart kavart 1893-ban a Panama-csatorna építése körüli „panamák” nyilvánosságra kerülése és az 1894-1906 között zajló Dreyfus-ügy, ami végül a francia antiszemitizmus vereségét hozta. A közvéleményt az 1905-ös egyházellenes intézkedések is megosztották.
Franciaország 1870 és 1914 között két alapvető politikai szándék szerint tevékenykedett: az egyik a Németország ellen tervezett revans (fő képviselője Georges Clemenceau), a másik pedig a gyarmatbirodalom kialakítása volt. Mindkettő teljesítésére az országnak nem volt kapacitása, így a könnyebbnek tűnő feladat, a gyarmatbirodalom kiépítése mellett döntöttek. A Harmadik Köztársaság hadai Algériából kiindulva meghódították Észak- és Nyugat-Afrika jelentős részét. Németország és kiépülő szövetségi rendszere ellen a franciák 1893-ban szövetkeztek a cári Orosz Birodalommal. A gyarmatokon bölcsen elismerték a britek főségét (fashodai incidens, 1898), ami közelítette a két országot, és 1904-ben létrejött a brit-francia Szívélyes megegyezés (entente cordiale). Az 1907-es orosz–brit szövetséggel megalakult a hármas antant, ami az egyre agresszívabb politikát folytató, rendkívüli ütemben fejlődő és fegyverkező Német Birodalom ellensúlyozására jött létre.

## Franciaország a 20. században

### Azelső világháborúés hatása

A Moltke–Schlieffen-terv térképen

1914-ben a német vezérkar elérkezettnek látta az időt a Moltke–Schlieffen-terv elnevezésű katonai program (Franciaország, majd Oroszország gyors legyőzése) végrehajtására. Kapóra jött számára, hogy az Osztrák–Magyar Monarchia viszonya Ferenc Ferdinánd trónörökös megölése (június 28.) miatt mélyponton volt az antanthatalmakkal szövetséges Szerbiával. Július 28-án kitört a háború, mely néhány napon belül világméretű konfliktussá szélesedett: a németek augusztus 3-án hadat üzentek a franciáknak, és Belgiumon keresztül azonnal megindították a támadást Franciaország szíve felé. A gyors német előrehaladást (szeptember 3-án már 20 km-re megközelítették a francia fővárost) a vártnál hamarabb bekövetkező orosz mozgósítás és a keleti front kialakulása hátráltatta, a franciáknak pedig módjuk nyílt az ellencsapásra, és a brit csapatok is megérkezhettek. Az elkövetkező négy évben a nyugati front mindvégig francia területen húzódott. Sem az összehangolt brit–francia támadások, sem a német kísérletek nem tudták áttörni a megmerevedő frontvonalat, noha igen véres próbálkozások történtek (1916-ban a németek Verdunt, az antanterők a Somme folyó vonalát támadták, mindhiába: mindkét vállalkozás 1-1 millió katona életébe került). Végül 1918-ban amerikai támogatással sikerült Amiens-nél áttörni a német vonalakat (augusztus 8.), a központi hatalmak veresége pedig elkerülhetetlenné vált. A III. köztársaság legfényesebb pillanatait élte a háború után.
A német fegyverszüneti kérelmet 1918. november 11-én Compiègne mellett írták alá egy vasúti kocsiban. A békeszerződések aláírására a versailles-i kastélyban került sor, a tárgyalások során pedig egyértelműen a francia fél akarata érvényesült: az olaszok képtelenek voltak érvényesíteni követeléseiket, a japánok és amerikaiak hamarosan elhagyták a konferenciát, a britek pedig szintén elfordultak a kontinens ügyeitől. Clemenceau még mindig élt, és most, a béketárgyalások vezetőjeként valóra válhatott régi álma: a németek elleni revans. Németországtól nem csak Elzászt és Lotaringiát csatolták el, hanem sok más területet is. Óriási háborús jóvátételt követeltek szomszédjuktól, melynek hadseregét is minimálisra csökkentették: deklarált célja volt a francia politikának, hogy Németországot annyira eltiporja, hogy soha többé ne jelenthessen fenyegetést. A jóvátétel elmaradásakor francia csapatok szállták meg Frankfurtot és Darmstadtot (1920), majd 1923-ban a német ipar fellegvárát, a Ruhr-vidéket. Poincaré miniszterelnök szélsőséges álláspontja 1922-ben megnyitotta az utat a Német Birodalom és Szovjet-Oroszország politikai-gazdasági és katonai együttműködése (rapallói egyezmény) előtt.
Franciaország 1 750 000 embert – zömmel középkorú férfiakat – veszített a világháborúban, és a front is feldúlta az északi országrészt. A gazdaság siralmas állapotát elfedte a Raymond Poincaré vezette Nemzeti Blokk dicsőséges kormányzása, miközben a politikusok a németeken próbálták behajtani a talpraálláshoz szükséges anyagiakat. Az ellenségeskedés azonban nem volt kifizetődő: a Ruhr-vidéken kibontakozó passzív ellenállás mind a német, mind a francia állam számára pénzpocsékolásnak bizonyult, amibe a Poincaré-kormány bele is bukott.

### Két világháború között
A miniszterelnök – immár békülékeny politikát képviselve – 1926–1929 között ismét kormányt alakíthatott. A húszas évek második felében ugyanis a francia részről Aristide Briand külügyminiszter nevével fémjelzett békülési politika kezdődött, melyben partnere volt a német teljesítési politika Gustav Stresemann vezette híveinek tábora. 1925-ben a locarnói egyezményben az európai hatalmak garantálták a rajnai német-francia közös határ biztonságát, a következő évben pedig francia támogatással léphetett be Németország a Népszövetségbe. Ugyanebben az évben megszűnt a katonai ellenőrzés is a német területeken. 1929-ben a jóvátételi bizottság véglegesítette a Németország által kifizetendő jóvátétel összegét, azonban ez irreálisan sok pénzt jelentett. A hágai konferenciára ennek ellenére békülékeny légkör volt jellemző.
1929-ben Stresemann meghalt, és Poincaré is kénytelen volt lemondani egészségi állapota miatt. Nem sokkal ezután Franciaországot is elérte a nagy gazdasági világválság. Kormányok jöttek és mentek, a politikában korrupt és bizalmatlan légkör uralkodott, közben az utcára került munkanélküliek tömegeiben elharapóztak a szélsőséges (kommunista és szélsőjobboldali) nézetek. Robbanás az ún. Stavisky-ügy kapcsán történt: 1934-ben holtan találták a régóta körözött Serge Alexandre Stavisky nevezetű szélhámost, aki egyes politikai körökkel is kapcsolatban állt. A szélsőjobboldal (Action Française, Tűzkeresztesek stb.) lázadást robbantott ki, ám a rendőrség 12 halott és 1500 sebesült árán estig tartó harcban feloszlatta a tömegeket (február 6.).
Közben a kommunisták – az internacionálé határozata alapján – lemondtak a proletárdiktatúra követeléséről, így lehetővé vált egy, a baloldalt tömörítő népfront létrehozása, ami 1936-tól 1937-ig kormányzott. Betiltotta a szélsőjobboldali szervezeteket, ám a gazdasági és társadalmi válságon nem tudott úrrá lenni. Egyes helyeken gyárfoglalások kezdődtek, az országot általános sztrájkhullám árasztotta el. A kormány teljesíthetetlen ígéreteket tett a Matignon-egyezményben a munkaidő csökkentésére és a béremelésre, ennek lassú megvalósítása pedig újabb munkabeszüntetéseket eredményezett. A helyzet fonákságát jelzi, hogy a megmozdulások fő szervezői a kormányban részt vevő kommunisták voltak.
A gazdaságot sem sikerült talpra állítani: a népesség nagy része visszaköltözött vidékre, a termelés pedig az 1929-es szint 80%-ára süllyedt. A kormány hatalmas összegeket ölt az elavult haditechnikára, a náci Németország fenyegetése ellen kiépített Maginot-vonalra. A hadvezetés nem vette figyelembe, amit Charles de Gaulle már 1934-ben megjósolt: a következő konfliktusokban már a tankok és a légierő játssza a legfontosabb szerepet.
A népfront nem tett eleget a baloldal elvárásainak, és a válságot sem orvosolta: 1937-re felőrlődött és megbukott. 1938-ban a radikális Édouard Daladier lett a miniszterelnök, aki mindenáron el akarta kerülni a németekkel való konfrontációt (ő is beleegyezett Csehszlovákia felosztásába), amelyben a megelőző francia kormányok hadipolitikájukkal eleve vereségre ítélték a francia haderőt.

### A második világháborúban
A második világháború kezdetén, Lengyelország német–szovjet lerohanását követően, ígéretéhez híven Franciaország hadat üzent Németországnak (1939. szeptember 3.), támadást azonban nem indított, helyette hatalmas erőt helyezett a Maginot-vonal impozáns erődrendszerébe. Megkezdődött a „furcsa háború”: mindkét fél csak propaganda- de nem fegyveres hadjáratot vezetett a másik ellen. 1940 áprilisában azonban megtört a jég: a német csapatok lerohanták Norvégiát és Dániát, majd nyugat felé fordultak. A francia hadsereg egy része és a brit expedíciós hadtest északra vonult, hogy késleltesse a német előrenyomulást, azonban hamarosan a tengerpartra szorultak vissza Dunkerque-nél. Innen vagy 350 000 embert sikerült evakuálnia a brit haditengerészetnek. Közben az Ardenneken átkelő német páncélosok szétverték az amúgy sem lelkes, gyenge francia ellenállást. A június 5-én kezdődő támadást követően a Wehrmacht már június 14-én bevonult Párizsba. A fegyverszünetet június 22-én írták alá ugyanott, ugyanabban a vasúti kocsiban, amelyben az első világháborús német kapitulációt deklarálták. (Június 10-én Olaszország is támadást indított, ám rendkívül gyengén teljesítő haderejüket az egyébként gyenge francia ellenállás is visszaverte).
A kapitulációt már nem Daladier írta alá. Helyét március 14-én Paul Reynaud vette át, aki a vereségek hatására június 16-án lemondott. Albert Lebrun elnök helyettesét, az idős Henri Philippe Pétaint nevezte ki utódjául, aki azonnal tárgyalni kezdett, végül pedig aláírta a fegyverszüneti egyezményt. Ennek egyik legfontosabb kitétele az volt, hogy Franciaország északi részét és a teljes atlanti partvonalat megszállták a németek, az ország déli 2/5-ét viszont francia igazgatás alatt hagyták. Ez a terület központja után kapta a Vichy Franciaország nevet. Hadseregét 100 000 főben maximálták, a gyarmatokat pedig a kezükben hagyták (a háború folyamán az afrikai és közel-keleti területeket brit és de Gaulle-ista erők, az ázsiaiakat pedig a japán hadsereg szerezte meg). Pétaint július 11-én a Nemzetgyűlés megerősítette vezetői pozíciójában, ő pedig megszüntette a III. köztársaságot, három alkotmányozó törvénnyel pedig minden hatalmat a maga számára biztosított. Pétain 1944. augusztus 20-áig volt a Vichy Franciaország vezetője. Az állam hivatalos neve: Francia Állam (État français), mottója: Munka, Család, Haza (Travail, Famille, Patrie) volt. Az eseményekre nagy befolyással volt a Pétain helyettesének és utódjának kinevezett Pierre Laval is. Pétain kormányzata igen vegyes összetételt mutatott: helyet kaptak benne az antidemokratikus, technokrata, antiszemita, konzervatív stb. erők.
A Vichy kormány megalakulásakor azonnal zsidóellenes törvényt hozott, amelyet 1941-ben tovább szigorítottak. Kb. 70 000 francia zsidót deportáltak koncentrációs- és megsemmisítőtáborokba a francia adminisztráció segítségével. A hamarosan kibontakozó ellenállási mozgalom felszámolásában is hűségesen kiszolgálták a német megszállókat. A hadi cselekményekben gyengesége miatt a Vichy kormány nem igazán vehetett részt, ám gondoskodott arról, hogy a németek segéderőket toborozhassanak saját hadjárataikhoz.
1940. június 18-án Charles de Gaulle londoni beszédében bejelentette a Szabad Franciaország megalakulását, amit több éves kitartó harccal sikerült elismertetnie törvényes francia hatalomnak. Hamarosan a franciaországi ellenállók is őt tekintették vezetőjüknek. 1943-tól a Francia Nemzeti Felszabadítási Bizottság elnöke volt. 1944-re már meglehetősen nagy, menekültekből és gyarmati katonákból álló hadsereggel rendelkezett.

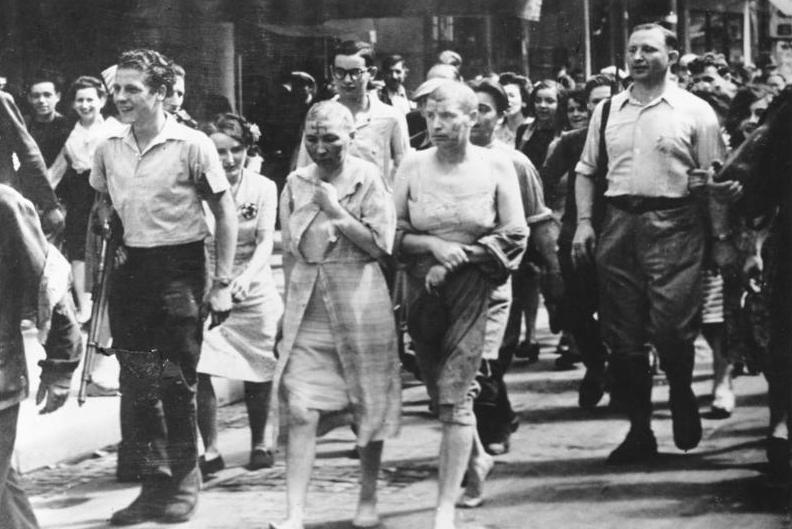
Náci kollaborálással gyanúsított francia nők pellengéren, 1944. június

1944. június 6-án a szövetségesek partra szálltak Normandiában, és hamarosan kiszorították a németeket Franciaországból. A megszálló német erők megkezdték kivonulásukat, amit a franciák kihasználtak arra, hogy augusztus közepén sztrájkokat, majd felkelést (augusztus 19-25.) robbantsanak ki a stratégiai fontossággal nem rendelkező Párizsban. De Gaulle kiharcolta, hogy a szövetségesek támadást indítsanak a főváros felé, ahova a 2. francia hadsereg augusztus 24-én érkezett meg. A német parancsnokság – Hitler utasításai ellenére – a gyors megadást választotta, augusztus 26-án pedig de Gaulle nemzeti hősként vonulhatott be Párizsba. 1946-ig a Nemzeti Felszabadító Bizottság funkcionált ideiglenes kormányként, ami a szövetségesek oldalán harcolt a második világháború befejezéséig, így utána győztesként ülhetett tárgyalóasztalhoz. A vichy-i Francia Állam 1944-ben megszűnt, vezetői Németországban kerestek menedéket. 1945-ben lezajlott felelősségre vonásuk: Pétain-t életfogytiglani börtönbüntetésre, Lavalt halálra ítélték.

### A Negyedik Köztársaság
Párizsi bevonulásakor De Gaulle bejelentette, hogy elfoglalja a Francia Köztársaság elnöki tisztjét. 1945-ben összeült az alkotmányozó nemzetgyűlés, ahol a kommunisták voltak többségben, de a szocialistákkal és a kereszténydemokratákkal koalícióban alakítottak kormányt. Teljes egyetértésben államosították a kulcsfontosságúnak ítélt szektorokat (szénbányászat, közlekedés, bankok, hadiipar stb.). Az alkotmány 1946-ban készült el, általa megalakult a Negyedik Francia Köztársaság. De Gaulle 1946-ban lemondott és visszavonult a politikától.
Franciaország 600 000 embert vesztett a háborúban. Gazdasága jócskán sérült, ráadásul az épületek egynegyede romba dőlt. Vagy egymillió család maradt fedél nélkül. A problémák megoldása nagy nehézségekbe ütközött: 1946 és 1958 között 24 kormány váltotta egymást. A helyzet 1947-re éleződött ki rendkívüli módon a kommunisták kormányból való kiszorulása kapcsán, cserébe azonban az ebben az évben elfogadott Marshall-segély révén Franciaország megkezdhette a kilábalást a káoszból. Hamarosan sikerült leszorítani a munkanélküliséget. 1951-ben francia kezdeményezésre jött létre az ESZAK, amely a németek felé tett pozitív gesztus volt, ráadásul mind az NSZK, mind Franciaország gazdaságának fellendülését elősegítette. A gazdasági kapcsolatok javulásának következő lépcsője az Európai Gazdasági Közösség és az Euratom megalakulása volt 1957-ben.
A helyzetet nehezítette, hogy 1954-ben kitört az algériai háború, melybe a francia vezetés kénytelen volt rengeteg pénzt ölni, hogy megtarthassa gyarmatát a függetlenség-párti felkelőkkel szemben. A társadalom a kérdés megítélésében kettészakadt, és egyre gyakrabban felmerült az addig visszavonultan élő Charles de Gaulle visszahívása a politikai életbe. Ez végül 1958-ban történt meg, amikor a gyarmati uralom hívei partra szálltak Korzikán, és követelték a tábornok elnöki kinevezését.
De Gaulle fél évre rendkívüli hatalmat kért és kapott, illetve utasítást adott egy új alkotmány kidolgozására. Ez jelentősen megnövelte a köztársasági elnök jogkörét, amit a francia nép 80%-a támogatott a kérdésben kiírt népszavazáson. 1958 végén a parlamenti választásokon jelentős vereséget szenvedtek a kommunisták, De Gaulle pedig elnyerte az elnöki címet. Megalakult az Ötödik Francia Köztársaság.

### Az Ötödik Köztársaság
1959-ben De Gaulle deklarálta, hogy kivonja a francia csapatokat Algériából. A parlament támogatta a döntést, de a helyi francia erők lázadást robbantottak ki. Véres harcok árán csak 1962-ben ért véget az algériai háború. Az elnök külpolitikai önállóságra törekedett, ezért kilépett a NATO-ból, országát atomhatalommá tette, elmélyítette a német-francia és a szovjet-francia viszonyt, viszont kétszer is (1963; 1967) megvétózta a britek csatlakozási szándékát az EGK-hoz.
De Gaulle második elnöksége 1969-ben ért véget. Az évtizedes békét baloldali diáklázadások borították fel, amelyek gyárfoglalásokkal párosultak. A tárgyalásokon a szélsőségesek megakadályozták De Gaulle szociális reformjainak életbe léptetését, mire az elnök csapatokat vont a főváros köré. Végül a diáklázadást óriási kormánypárti tüntetések csitították el. Ennek ellenére a népszavazáson nem támogatták De Gaulle újabb reformelképzeléseit, így az elnök lemondott. Utódai, Georges Pompidou (1969–1974) és Valéry Giscard d’Estaing (1974–1981) még sokáig az ő nyomdokain jártak, míg 1981-ben a szocialista François Mitterrand (1981–1995) vette át helyüket. Az olajválság hatására növekvő munkanélküliséget ő sem tudta felszámolni, viszont több szociális reformot hajtott végre (például a nyugdíjkorhatár leszállítása, egészség- és oktatásügy reformja). Mivel a fő problémákat nem sikerült megoldania, halála után megerősödött a jobboldal (és a Jean-Marie Le Pen nevével fémjelzett szélsőjobboldal). Az elnöki poszton Jacques Chirac (1995–2007), őt a magyar származású, szintén konzervatív Nicolas Sarkozy követte (2007-től 2012 májusáig). 2012–2017 között a szintén szocialista François Hollande állt az állam élén.
2018 őszén az üzemanyagadó tervezett emelése és a kormány szociális politikája ellen a közösségi médiában spontánul szerveződő tiltakozás kezdődött: november 17-én a tüntetők (az ún. „sárga mellényesek”) útblokádokat emeltek, és ezzel hetekig tartó tiltakozó mozgalom alakult ki. December 5-én bejelentették, hogy a tervezett adóemelést visszavonják, de megfigyelők szerint az intézkedés elkésett.
Jelenleg (2024 januárjában) Emmanuel Macron a hivatalban lévő köztársasági elnök.

## Magyar nyelvű irodalomjegyzék
- Türke András István (szerk.): A jelenkori Franciaország I-II. Budapest, L`Harmattan, 2021.
- Hahner Péter: Franciaország története. Budapest, Műszaki Könyvkiadó, 2003.
- Georges Duby (szerk.): Franciaország története I-II. Budapest, Osiris, 2007. (Az 1999-es francia kiadás fordítása.)
- Gazdag Ferenc: Franciaország története 1945-1995. Budapest, Zrínyi Kiadó, 1996.
- Roger Price: Franciaország története. Budapest, Maecenas, 1994. (Az 1993-as angol kiadás fordítása.)
- Zsigmond László: Franciaország története 1789-1964. Budapest, Tankönyvkiadó, 1982.